# Actinothoe bradleyi
Actinothoe bradleyi is een zeeanemonensoort uit de familie Sagartiidae.
Actinothoe bradleyi is voor het eerst wetenschappelijk beschreven door Verrill in 1869.